# Henry Onwuzuruike
Henry Onwuzuruike (26 de dezembro de 1979) é um ex-futebolista profissional nigeriano que atuava como defensor.

## Carreira
Henry Onwuzuruike representou a Seleção Nigeriana de Futebol, nas Olimpíadas de 2000. 